# Cap Corse

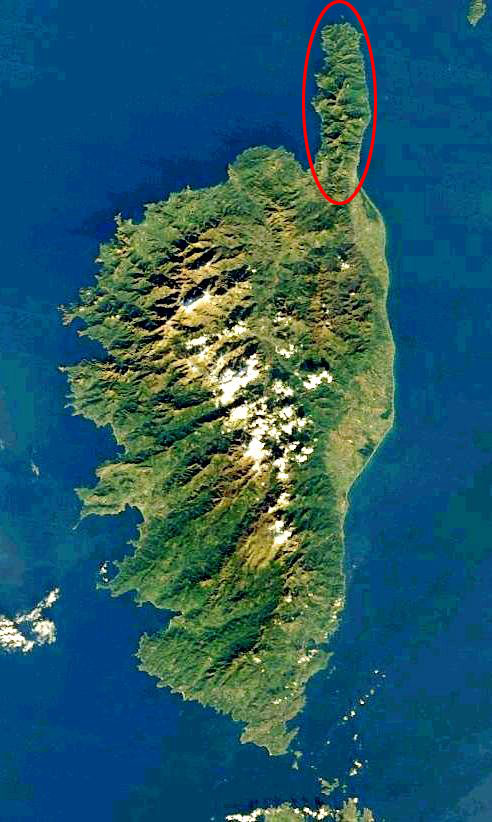
Cap Corse ist die rot umrandete Halbinsel im Norden Korsikas.

Cap Corse (korsisch Capicorsu, italienisch Capo Corso) ist eine Halbinsel im Norden Korsikas. Sie befindet sich im Département Haute-Corse.

## Geografie
Die Halbinsel hat eine Länge von ca. 40 km und eine Breite von ca. 10 km. An ihrem südöstlichen Ende befindet sich die Stadt Bastia.
Die höchsten Erhebungen sind Monte Alticcione (1138 m), Monte Stello (1306 m) und Cima di e Follicie (1324 m) (mit der Höhle Grotta a l'Albucciu). Nördlich des Cap Corse liegt die kleine zur Gemeinde Ersa gehörende Insel Giraglia.

## Gemeinden
Das Cap Corse ist von Landflucht geprägt. 
Am Cap Corse liegen folgende Gemeinden (im Uhrzeigersinn von Südwesten nach Südosten sortiert):
- Olmeta-di-Capocorso (mit Grotta Scritta)
- Nonza
- Olcani
- Ogliastro
- Canari
- Barrettali (mit Menhire vom Pinzu a Vergine)
- Pino
- Morsiglia
- Centuri
- Ersa (Nordspitze)
- Rogliano (mit Macinaggio und Santa Maria della Chiappella)
- Tomino
- Meria
- Luri
- Cagnano
- Pietracorbara
- Sisco
- Brando

## Kultur, Sehenswürdigkeiten und Tourismus
- Tour de l’Osse sowie zahlreiche weitere Genuesertürme
- Moulin Mattei, eine Windmühle
- Centuri-Port
- Nonza

Das Cap Corse ist verhältnismäßig wenig touristisch erschlossen. Es ist eine bekannte Weinregion, das Cap gibt dem Wein Muscat du Cap Corse seinen Namen.
Die korsische Schutzpatronin Julia von Korsika lebte zeitweilig in der Gegend.

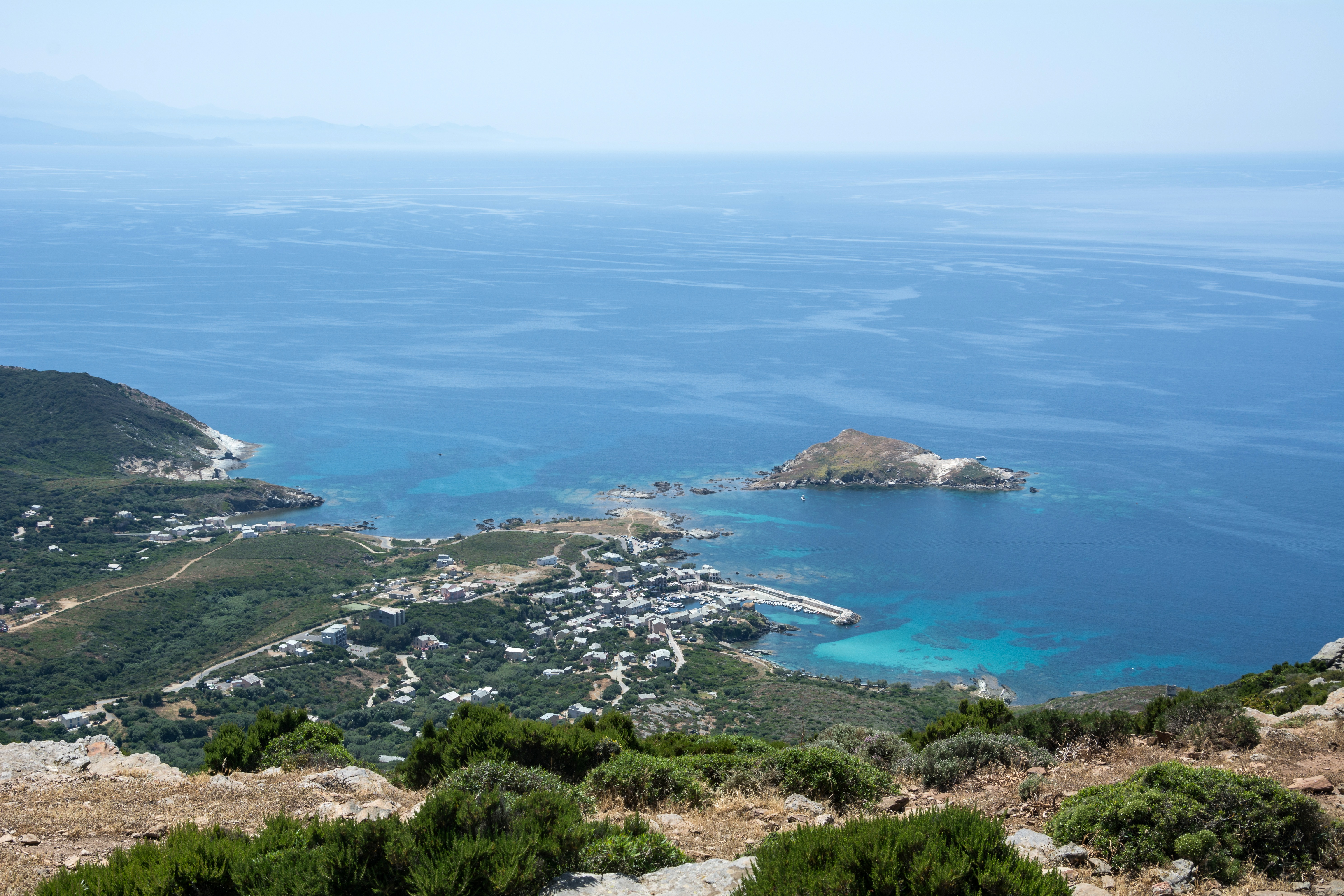
Port de Centuri, im Norden von Cap Corse
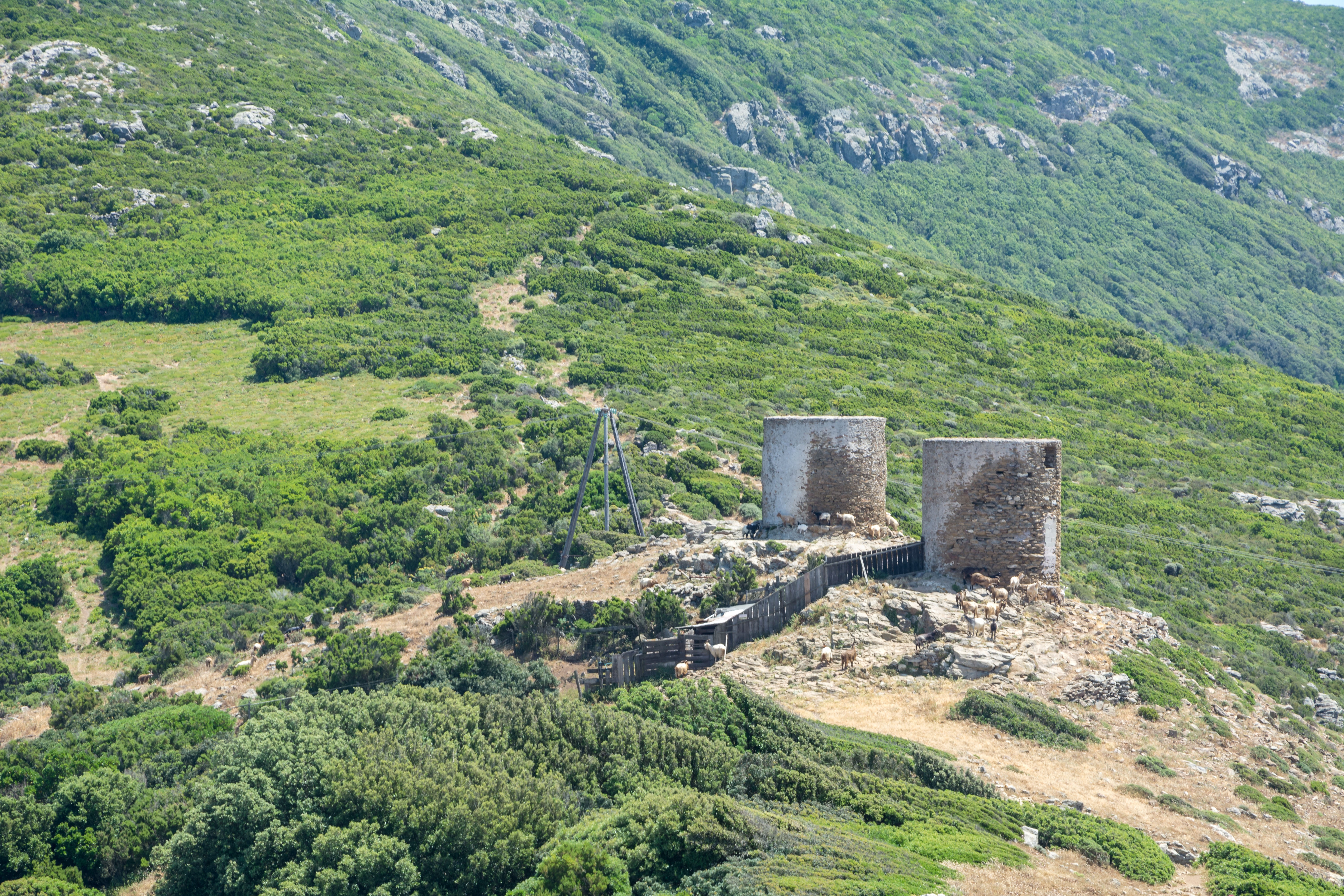
Ruinen der Windmühlen am Cap Corse
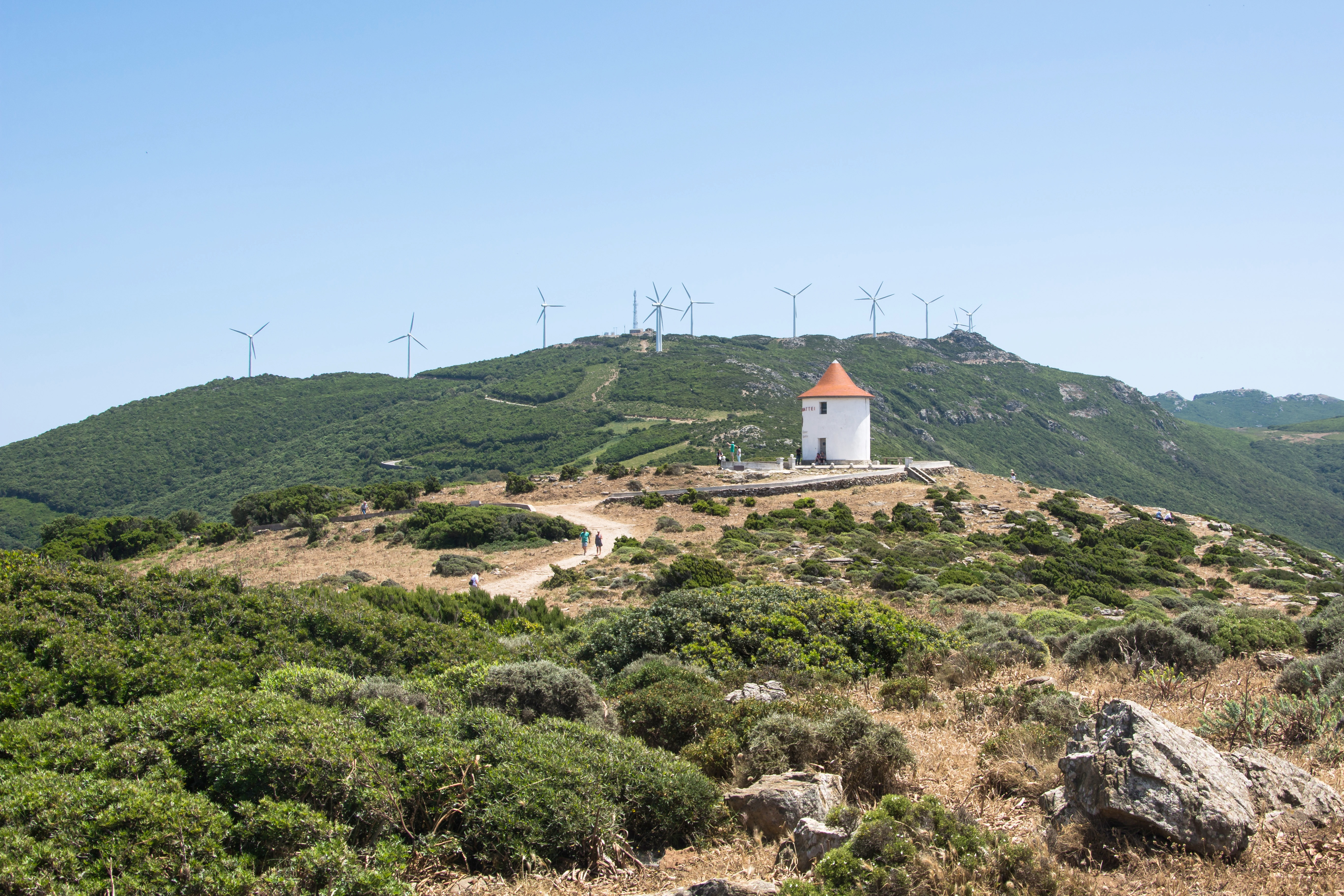
Moulin Mattei und Windkraftanlage
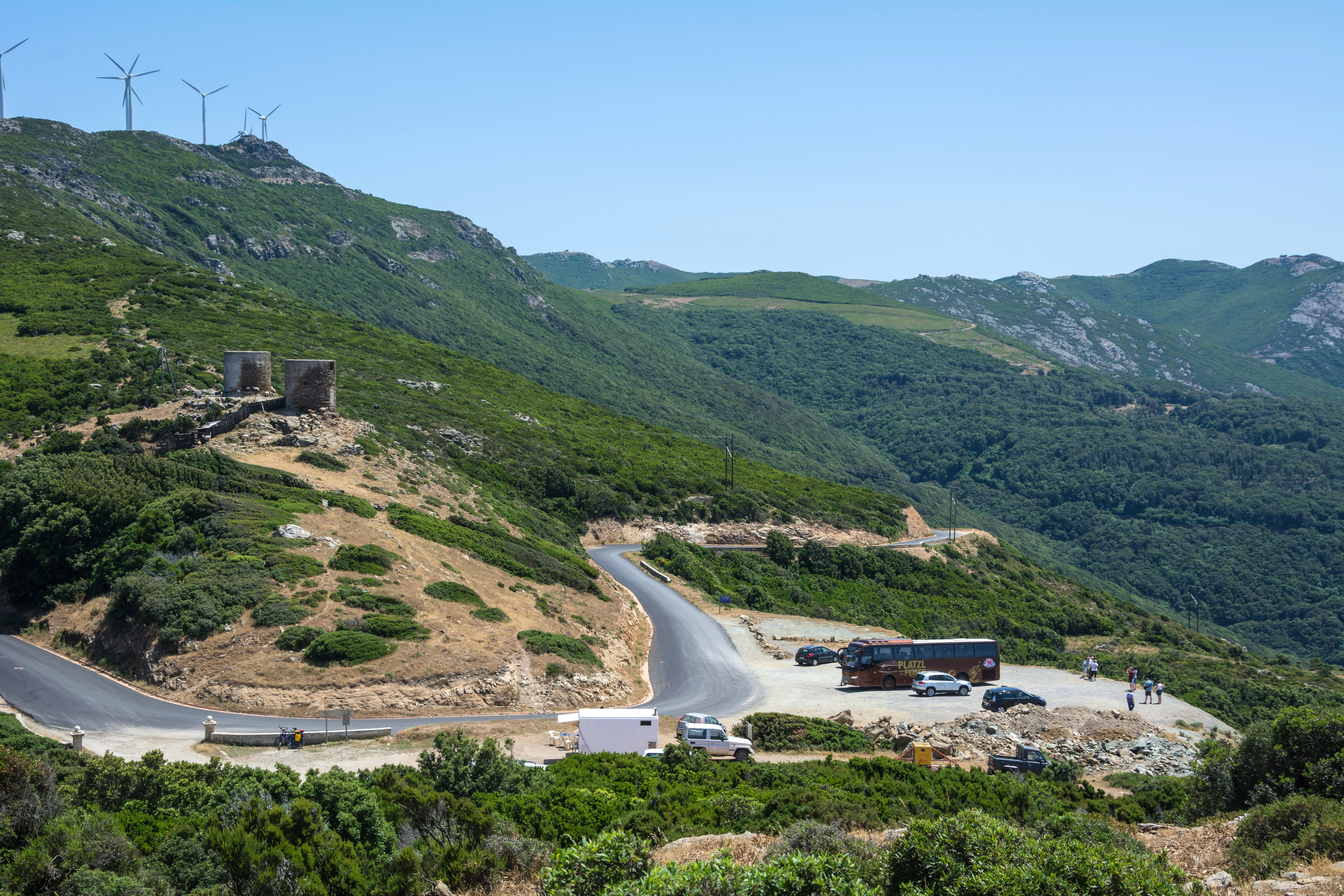
Die Straße D80 am Col de la Serra, Cap Corse